# Дилуджу
Дилуджу (азерб. Dilucu sərhəd keçid məntəqəsi, тур. Dilucu Sınır Kapısı) — погранично-пропускной пункт в Турции, на границе с Нахичеванской Автономной Республикой Азербайджана. Единственный действующий из трёх пограничных пунктов в иле Ыгдыр и единственный погранпереход на азербайджано-турецкой границе.
Погранично-пропускной пункт начал действовать в мае 1992 года, после открытия автомобильного моста «Умид» через реку Аракс. В 2015 году была проведена реконструкция пропускного пункта. На пограничном пункте имеется 9 пеших (6 на въезд и 3 на выезд из страны) и 2 автомобильных (по одному на каждом направлении) перехода.
В будущем, планируется строительство железной дороги из Карса до пропускного пункта Дилуджу, которая затем, после строительства семикилометрового железнодорожного участка Дилуджу-Садарак, свяжется с Нахичеваном.
Хотя пункт пересечения границы Дилуджу является одним из трех существующих пунктов пропуска в провинции Ыгдыр, в настоящее время он единственный, который функционирует, и единственный пункт пересечения границы между Турцией и Азербайджаном.
Станция работает круглосуточно. Через пограничный переход Садарак — Дилуджу устанавливаются торговые отношения с более чем 30 странами мира. С помощью этой станции Турция занимает основное место во внешнеторговом обороте Нахчыванской Автономной Республики.

## Создание
Пункт пропуска начал действовать 28 мая 1992 года, после того как на реке Араз был сдан в эксплуатацию мост Садарак-Дилуджу, также называемый мостом «Умид», «Хасрат» или «Конул». Населенный пункт расположен в 38 км от центра Аралыкского района, в 85 км от центра провинции Ыгдыр и имеет площадь 36 857 м2 .

### Деятельность
В 2015 году вокзал был капитально отремонтирован. после ремонта на станции имеется 6 входов и 3 выхода для пешеходов. Обычно имеется 1 въезд-выезд для автомобилей. Выступая на церемонии открытия после ремонта, руководитель таможенной службы Нахчыванской Автономной Республики Асаф Мамедов сообщил, что мост Садерак-Дилуджю был открыт 28 мая 1992 года, и организация таможенных вопросов после этого имела позитивное значение для повлияло экономическое положение как Нахчывана, так и восточных провинций Турции, в том числе Игдира. Помимо импортно-экспортной, транзитной и пешеходной въезда-выезда, пограничный пункт Дилуджу, который является аналогом пограничного пункта Садерак со стороны Азербайджана, с 2009 года получил разрешение на приграничную торговлю.
Пограничный пункт Дилуджу или Таможенное управление Дилуджу, которое было создано постановлением губернатора № 92-3065 от 22.05.1992 года и с того же дня начало функционировать как первоклассное таможенное управление, работает как Региональное таможенно-торговое управление Гюрбулага. Дирекция. Торговля нефтью с Нахчываном в 1992-1994 годах, когда переход со стороны погранперехода Дилуджу не подвергался никаким мерам, оказала положительное влияние на экономическое положение обеих сторон. С 1994 года в целях сокращения количества проезжающих через станцию автомобилей введена система пропуска в один день нечетных автомобилей, а на следующий день — чётных.
19 октября 2015 года первый заместитель председателя Государственного таможенного комитета Азербайджана, генерал-лейтенант таможенной службы Сафар Мехтиев, министр таможни и торговли Турции Дженап Аски, а также председатель Государственного таможенного комитета Нахичеванской Автономной Республики, генерал-лейтенант таможенной службы Асеф Мамедов: Церемония открытия состоялась после масштабных восстановительных работ с участием председателя Союза турецких фондовых бирж Рифата Хисарджиклыоглу, губернатора Ыгдира Давуда Ханеля и других официальных лиц.
В будущем планируется построить железную дорогу от Карса до пункта пропуска Дилугу, которая затем соединится с Нахчиваном после строительства семикилометрового участка железной дороги Дилуджу-Садарак.

## Статистика
Индикаторами являются:
| Год   | 2007    | 2008    | 2009    | 2010    | 2011    |
| Вход  | 327.722 | 336.858 | 282.732 | 426.766 | 478.569 |
| Выход | 323.140 | 336.912 | 275.265 | 413.837 | 456.045 |

| Год   | 2008   | 2009   |
| Число | 15.017 | 10.241 |